# Élan Sportif Chalonnais
Élan Sportif Chalonnais es un club de baloncesto francés, de la ciudad de Chalon-sur-Saône en Borgoña (departamentos de Saona y Loira). Aunque la sección de baloncesto fue creada en 1955. En 1996 el equipo de baloncesto ascendió a la primera división francesa. En 2001 no solo volvió a conquistar la Copa sino que fue finalista de la Recopa de Europa de Baloncesto. En 2011 el equipo ganó la Copa de Francia y en 2012 ganó la LNB.
Actualmente compite en el Campeonato de Francia Pro A, la primera división del país. Disputa sus encuentros en "Le Colisée".
El equipo viste camiseta y pantalón de color blanco y rojo.

## Trayectoria
| Temporada | Nivel | División  | Pos. | Copa de Francia  | Pro A Leaders Cup | Competiciones europeas | Competiciones europeas | Competiciones europeas |
| --------- | ----- | --------- | ---- | ---------------- | ----------------- | ---------------------- | ---------------------- | ---------------------- |
| 1973–74   | 5     | Régionale | 1º   |                  |                   |                        |                        |                        |
| 1974–75   | 4     | NM 4      | 1º   |                  |                   |                        |                        |                        |
| 1975–76   | 3     | NM 3      | 2º   |                  |                   |                        |                        |                        |
| 1976–77   | 2     | NM 2      | 11º  |                  |                   |                        |                        |                        |
| 1977–78   | 3     | NM 3      | 1º   |                  |                   |                        |                        |                        |
| 1978–79   | 2     | NM 2      | 7º   |                  |                   |                        |                        |                        |
| 1979–80   | 2     | NM 2      | 5º   |                  |                   |                        |                        |                        |
| 1980–81   | 2     | NM 2      | 9º   |                  |                   |                        |                        |                        |
| 1981–82   | 3     | NM 3      | 1º   |                  |                   |                        |                        |                        |
| 1982–83   | 2     | NM 2      | 10º  |                  |                   |                        |                        |                        |
| 1983–84   | 3     | NM 3      | 5º   |                  |                   |                        |                        |                        |
| 1984–85   | 3     | NM 3      | 9º   |                  |                   |                        |                        |                        |
| 1985–86   | 3     | NM 3      | 10º  |                  |                   |                        |                        |                        |
| 1986–87   | 4     | NM 4      | 8º   |                  |                   |                        |                        |                        |
| 1987–88   | 5     | NM 4      | 5º   |                  |                   |                        |                        |                        |
| 1988–89   | 5     | NM 4      | 1º   |                  |                   |                        |                        |                        |
| 1989–90   | 4     | NM 3      | 1º   |                  |                   |                        |                        |                        |
| 1990–91   | 3     | NM 2      | 11º  |                  |                   |                        |                        |                        |
| 1991–92   | 3     | NM 2      | 6º   |                  |                   |                        |                        |                        |
| 1992–93   | 3     | NM 2      | 6º   |                  |                   |                        |                        |                        |
| 1993–94   | 3     | NM 2      | 1º   |                  |                   |                        |                        |                        |
| 1994–95   | 2     | Pro B     | 10º  | Ronda de 16      |                   |                        |                        |                        |
| 1995–96   | 2     | Pro B     | 1º   | Ronda de 16      |                   |                        |                        |                        |
| 1996–97   | 1     | Pro A     | 11º  | Octavos de final |                   |                        |                        |                        |
| 1997–98   | 1     | Pro A     | 12º  | Ronda de 16      |                   |                        |                        |                        |
| 1998–99   | 1     | Pro A     | 4º   | Octavos de final |                   |                        |                        |                        |
| 1999–00   | 1     | Pro A     | 8º   | Cuartos de final |                   | 2 Copa Saporta         | L16                    |                        |
| 2000–01   | 1     | Pro A     | 7º   | Octavos de final |                   | 2 Copa Saporta         | FI                     |                        |
| 2001–02   | 1     | Pro A     | 4º   | Octavos de final |                   | 3 Copa Korać           | FG                     |                        |
| 2002–03   | 1     | Pro A     | 10º  | Ronda de 16      |                   | 2 Copa ULEB            | FG                     |                        |
| 2003–04   | 1     | Pro A     | 3º   | Ronda de 16      | Semifinales       |                        |                        |                        |
| 2004–05   | 1     | Pro A     | 5º   | Cuartos de final | Semifinales       | 2 Copa ULEB            | FG                     |                        |
| 2005–06   | 1     | Pro A     | 10º  | Octavos de final |                   |                        |                        |                        |
| 2006–07   | 1     | Pro A     | 3º   | Cuartos de final | Cuartos de final  |                        |                        |                        |
| 2007–08   | 1     | Pro A     | 9º   | Ronda de 16      |                   | 2 ULEB Cup             | R32                    |                        |
| 2008–09   | 1     | Pro A     | 7º   | Ronda de 16      |                   |                        |                        |                        |
| 2009–10   | 1     | Pro A     | 12º  | Cuartos de final |                   | 3 EuroChallenge        | L16                    |                        |
| 2010–11   | 1     | Pro A     | 5º   | Campeón          | Finalista         |                        |                        |                        |
| 2011–12   | 1     | Pro A     | 2º   | Campeón          | Campeón           | 3 EuroChallenge        | FI                     |                        |
| 2012–13   | 1     | Pro A     | 4º   | Ronda de 16      | Cuartos de final  | 1 Euroleague           | TR                     |                        |
| 2013–14   | 1     | Pro A     | 8º   | Ronda de 16      |                   | 2 Eurocup              | TR                     |                        |
| 2014–15   | 1     | Pro A     | 8º   | Octavos de final |                   |                        |                        |                        |
| 2015–16   | 1     | Pro A     | 5º   | Octavos de final | Finalista         | 3 FIBA Europe Cup      | 3º                     |                        |
| 2016–17   | 1     | Pro A     | 2º   | Semifinales      | Cuartos de final  | 4 FIBA Europe Cup      | FI                     |                        |
| 2017–18   | 1     | Pro A     | 12º  | Octavos de final |                   | 3 Champions League     | TR                     |                        |
| 2018–19   | 1     | Pro A     | 14º  | Octavos de final |                   |                        |                        |                        |
| 2019–20*  | 1     | Pro A     | 12º  | Ronda de 32      |                   |                        |                        |                        |
| 2020–21   | 1     | Pro A     | 17º  | Ronda de 128     |                   |                        |                        |                        |
| 2021–22   | 2     | Pro B     | 7º   | Ronda de 128     |                   |                        |                        |                        |
| 2022–23   | 2     | Pro B     | 2º   | Ronda de 64      |                   |                        |                        |                        |
| 2023–24   | 1     | Pro A     | 14º  | Ronda de 64      |                   |                        |                        |                        |

*La temporada fue cancelada debido a la pandemia del coronavirus.

## Jugadores

### Jugadores históricos
| - Stephane Ostrowski - Stéphane Risacher - William Gradit - Xavier Corosine - Michel Jean-Baptiste-Adolphe - Joffrey Lauvergne - Steed Tchicamboud - Thierry Rupert - Luc-Arthur Vebobe - Moustapha Fall - Mickaël Gelabale - Keith Gatlin - Udonis Haslem - William McDonald - John Best - Charles Pittman - Cedrick Banks | - Brian Boddicker - Josh Bostic - John Brockman - Casey Calvary - Malcolm Delaney - Brian Howard - Tracey Murray - Shawnta Rogers - Jason Rich - Rolan Roberts - Blake Schilb - Marcus Denmon - Shelden Williams - Marcelus Sommerville - Jerome Tillman - Erving Walker - Devin Booker | - John Roberson - Cameron Clark - Nate Wolters - Justin Robinson - Thabo Sefolosha - Clint Capela - Alade Aminu - Rowan Barrett - Uri Cohen-Mintz - Rimas Kurtinaitis - Trevor Harvey - Mareks Jurevičus - Tim Nees - Dragan Vukcevic - - Corey Crowder - - Stanley Jackson | - - Marquez Haynes - - CJ Wallace - - Zack Wright - - John Cox - - A. J. Slaughter - - Brion Rush - - Gart Joseph - - Maxime Zianveni - - Michael Mokongo - - Hervé Touré - - Mohamed Koné - - Mamatou Diarra - - Ilian Evtimov - - Slobodan Šljivančanin - - Kris Joseph - - Jérémy Nzeulie |

## Palmarés
- Liga de baloncesto de Francia : 2012, 2017
- Copa de Francia : 2011, 2012
- Semaine des As : 2012
- Finalista de la Recopa de Europa de Baloncesto : 2001
- Finalista de la FIBA EuroChallenge : 2012
- Finalista de la Copa Europea de la FIBA : 2017
- Finalista de la Supercopa de Francia : 2012, 2013, 2017
- Campeonato de tercera división francés (Nacional 2) : 1994
- Campeonato de tercera división francés (Nacional 3) : 1978
- Campeonato de la quinta división francés (Nacional 4) : 1989